# Frontal d'altar d'Alós d'Isil
El  Frontal d'altar d'Alós (Vall d'Àneu) és un frontal d'altar d'estil romànic exposat actualment al Museu Nacional d'Art de Catalunya. L'obra data del primer quart del segle xiii i procedeix de Sant Lliser d'Alós.
El frontal presenta la Verge Maria al mig, envoltada d'una màndorla sobre fons blau, el color de la divinitat i del cel. Porta el nen als genolls, en una postura d'influència romana d'Orient. L'envolten vuit figures de sants relacionats amb l'església local.